# Modestos von Jerusalem
Modestos († 17. Dezember 634) war Patriarch von Jerusalem (614–634). Er wird in den orthodoxen Kirchen als Heiliger verehrt. Sein Gedenktag ist der 17. Dezember.

## Leben
Modestos wurde in Sebasteia in Kappadokien geboren. Als junger Mann war er Sklave in Ägypten. Später lebte er als Asket auf dem Berg Sinai. Er wurde Hegumen (Abt) im St. Theodosios-Kloster bei Bethlehem.
614 wurde er nach der Eroberung Jerusalems durch die Sassaniden Verwalter des Patriarchats von Jerusalem an Stelle des gefangengenommenen und nach Persien deportierten Zacharias. Er baute die wichtigsten der zerstörten Kirchengebäude wieder auf, reorganisierte den Jerusalemer Gottesdienst unter der veränderten Bedingungen und sorgte für eine Wiederbesiedlung verlassener Wüstenklöster.
Erst 630 wurde er offiziell zum Patriarchen ernannt. Er starb am 17. Dezember 634 (oder 630?).

## Werke
- Opera. In: J. P. Migne (Hrsg.): Patrologia Graeca. Band 86 b